# Stiphodon rutilaureus
Stiphodon rutilaureus е вид бодлоперка от семейство Попчеви (Gobiidae). Видът не е застрашен от изчезване.

## Разпространение
Разпространен е в Австралия (Куинсланд), Вануату, Индонезия, Нова Каледония, Папуа Нова Гвинея, Соломонови острови и Фиджи.

## Описание
На дължина достигат до 3 cm.